# 张南翀
张南翀（1573年10月8日—17世紀），字鯤脩，號海玥，浙江嘉兴府秀水县人，明朝政治人物，同進士出身。

## 生平
张徽从孙。萬曆癸酉（1573年、官年）九月二十五日生。萬曆十六年（1588年）戊子科浙江鄉試第七十名举人，二十九年（1601年）辛丑科會試一百三名，三甲一百四十二名進士，兵部觀政，三十年授青阳县知县，三十三年改应天府儒學教授，三十四年升漳州府推官，三十八年升南刑部河南司主事，四十年升郎中，四十二年丁憂，四十五年補刑部郎中，四十六年官至福建兴化府知府。天啓二年（1622年）考察去職。

## 家族
曾祖张拙，乡耆；祖张奎，寿官；父张一鸾，南召知县。前母徐氏；母馬氏。慈侍下。娶何氏。